# Malè
Malè là một đô thị ở Trentino ở vùng Trentino-Alto Adige/Südtirol của Ý, tọa lạc cách 35 km về phía tây bắc của Trento. Tại thời điểm ngày 31 tháng 12 năm 2004, đô thị này có dân số 2.142 người và diện tích là 26,2 km².
Đô thị Malè có các frazioni (đơn vị trực thuộc, chủ yếu là các làng) Magras, Arnago, Bolentina, Montes, Pondasio and Molini.
Malè giáp các đô thị: Rabbi, Bresimo, Caldes, Cles, Terzolas, Croviana, Commezzadura, Monclassico và Dimaro.
Kinh tế Malè chủ yếu dựa vào du lịch và nông nghiệp.